# Samir S. Shihabi
Samir Sobhi Shihabi (arabisch سمير الشهابي, DMG Samīr aš-Šihābī; * 27. Mai 1925; † 25. August 2010) war ein saudi-arabischer Diplomat. Er war von 1991 bis 1992 Präsident der UN-Generalversammlung.

## Leben
Samir Shihabi schloss sein Studium der Politik- und Wirtschaftswissenschaften mit einem Bachelor of Arts der Universität von Kairo ab. Später schlossen sich Studien an der Yale University, an der Universität Cambridge sowie an der Universität von New York an. Hier erwarb er auch einen Master of Arts in Nahoststudien.
Nach dem Eintritt in den Diplomatischen Dienst 1949 erfolgte zunächst eine Verwendung im saudi-arabischen Außenministerium. 1956 wurde er Erster Sekretär an der Botschaft in Bern sowie anschließend von 1959 bis 1961 Geschäftsträger („Chargé d’Affaires“) an der Botschaft in Rom. 1961 kehrte er in das Außenministerium zurück und wurde dort Direktor der Abteilung für die Vereinten Nationen und Internationale Organisationen. 1964 wurde er erster saudischer Botschafter in der Türkei. Auf diesem Posten verblieb er bis 1973. Anschließend war er für ein Jahr Botschafter in Somalia.
1974 kehrte er erneut in das Außenministerium zurück und wurde dort Leitender Berater des Außenministers sowie amtierender Stellvertretender Außenminister. Als solcher nahm er ab 1974 auch teil an Delegationen bei der UNO. 1980 wurde Shihabi dann Botschafter in Pakistan.
Shihabi wurde im September 1983 Ständiger Vertreter von Saudi-Arabien bei der UNO. Er hatte als solcher auch eine tragende Rolle bei der Gründung der Internationalen Vereinigung der Ständigen Vertreter bei den Vereinten Nationen. So war er zweimal gewählter Präsident dieser Vereinigung.
Am 17. September 1991 wurde er als Nachfolger von Guido de Marco zum Präsidenten der 46. UN-Generalversammlung gewählt. Dieses Amt behielt er bis zum 15. September 1992, als er von Stojan Ganew abgelöst wurde.
Shihabi war nach dem Ende seiner Diplomatenlaufbahn Beratender Kurator an der Amerikanischen Universität von Kairo (American University in Cairo, AUC).